# ФАКультет (телесериал)
«ФАКультет» (англ. Undressed — букв. «Раздетые») — американский молодёжный телевизионный сериал канала MTV, транслировавшийся с 1999 по 2002 год. В России его показ осуществлялся на местной локализации MTV с 1 марта 2000 по 2004 год. В российском телеэфире заглавное написание трёх первых букв названия было выбрано сознательно, для привлечения внимания зрительского интереса, в том числе и со стороны подростков.

## Сюжет
Сериал рассказывает о жизни подростков и молодых людей, живущих в Лос-Анджелесе. Героями сериала выступают в основном старшеклассники, студенты и молодые люди возраста «двадцать с хвостиком». В связи с промискуитивным поведением героев сериала, тематикой подросткового секса и большим количеством гомосексуальных персонажей сериал подвергался резкой критике.
Сериал состоит из шести сезонов. Первые пять сезонов были сняты в Лос-Анджелесе (США), а заключительный — в Монреале (Квебек, Канада).

## В ролях

### Сезон 1
30 эпизодов; июль-сентябрь 1999
- Данте Баско — Джейк
- Марк Блукас — Билли
- Сэм Думит — Яна
- Люк Эдвардс — Марк
- Риган Гомес-Престон
- Николас Гонсалес — Энди
- Кристина Хендрикс — Рианнон
- Эрика Хаббард — Дженни
- Джон Уэртас — Эван
- Френки Инграссия — Саманта
- Брайс Джонсон — Клифф
- Брендон Кенр — Тео
- Тревор Лиссауэр — Зи
- Фабрицио Филиппо — Майкл
- Сара Ланкастер — Лиз
- Сэд Лакинбилл — Кайл
- Питер Пейдж — Кирк
- Иял Поделл — Джоэль
- Бет Рисграф — Лоретта
- Ник Стэбайл — Дэйв
- Бри Тёрнер — Тина
- Бэйли Чейз — Стив

### Сезон 2
30 эпизодов; февраль-март 2000:
- Сара Даунинг — Терри
- Роуз Фреймаут-Фразье — Джой
- Джей Эрнандес — Эдди
- Чад Майкл Мюррей — Дэн
- Кэти Сакхофф — Энни
- Джейсон Томпсон — Майлз
- Джерри Трейнор — Эрик
- Серина Винсент — Китти
- Лорен Вудленд — Аника
- Джей Огуст Ричардс — Брайс

### Сезон 3
30 эпизодов; июль-август 2000:
- Эйми Аллен — Молли
- Кристина Анапу — Рокси
- Адам Броди — Лукас
- Джейсон Дэвид Фрэнк — Карл
- Брет Харрисон — Скит
- Элисон Киперман — Дженис
- Айари Лаймон — Синди
- Сэмюэль Пэйдж — Сэм
- Диана Мизота — Кэти
- Тил Редманн — Эбби
- Брэндон Рут — Уэйд
- Скотт Бэйли — Стен
- Макс Гринфилд — Виктор
- Джейсон Ритте — Алан
- Лорен Джерман — Кимми

### Сезон 4
40 эпизодов; январь-март 2001:
- Брендон Бимер — Лукас
- Элисон Портер — Белинда
- Джонни Льюис — Рей
- Сара Джейн Моррис — Пола
- Шон Фэрис — Даррен

### Сезон 5
40 эпизодов; июль-сентябрь 2001:
- Кейти Эйселтон — Ким
- Скотт Клифтон — Калеб
- Майк Ирвин — Лайал
- Отем Ризер — Эрика
- Эдриан Уилкинсон — Лоис
- Дженнифер Тисдейл — Бетси
- Чез Старбак — Джаред
- Трейси Пачеко — Дженни

### Сезон 6
52 эпизода, июнь-сентябрь 2002 года. Съёмки проходили в Канаде с канадским актёрским составом:
- Натали Браун — Брианна
- Карен Клиш — Марисса
- Рашель Лефевр — Анни-Исль
- Ким Пойрье — Холли
- Мишель Ури — Джастин

## Премии и номинации
| Год  | Премия                       | Итог      | Номинация                                                      | Получатель                               |
| ---- | ---------------------------- | --------- | -------------------------------------------------------------- | ---------------------------------------- |
| 2000 | GLAAD Media Awards           | Номинация | Outstanding TV Drama Series                                    | -                                        |
| 2001 | GLAAD Media Awards           | Номинация | Outstanding TV Drama Series                                    | -                                        |
| 2003 | GLAAD Media Awards           | Победа    | Outstanding Daily Drama                                        | -                                        |
| 2001 | Motion Picture Sound Editors | Номинация | Best Sound Editing: Television Episodic, Music                 | Брайан Балмен (за эпизод #330)           |
| 2002 | Motion Picture Sound Editors | Номинация | Best Sound Editing in Television — Music, Episodic Live Action | Брайан Балмен (за эпизод «The Showdown») |